# Beli Manastir
Beli Manastir (ungerska: Pélmonostor) är en stad i Kroatien. Staden har 10 986 invånare och ligger Osijek-Baranjas län, nära gränsen till Ungern och Serbien.

## Historia
1227 lät den ungerska ståthållaren Moys de Daro uppföra ett kloster i staden Pél (dagens Beli Manastir). Av denna anledning kom ungrarna att kalla staden för Pél Monostor (Péls kloster). I samband med första världskrigets slut, Österrike-Ungerns upplösning och Trianonfördraget 1920 kom staden och de södra delarna av den ungerska provinsen Baranya att tillfalla det nyskapade Serbernas, kroaternas och slovenernas kungarike. 1923 bytte de nya myndigheterna stadens namn till Beli Manastir (Vita klostret) som var det namn som den lokala kroatiska och serbiska befolkningen använde för staden. Efter andra världskrigets slut och grundandet av den Socialistiska federationen Jugoslavien 1945 skedde administrativa förändringar som innebar att Baranja och Beli Manastir tillföll den socialistiska delrepubliken Kroatien. Under det kroatiska självständighetskriget intogs Beli Manastir av de serbiska rebellerna och staden införlivades i den självutnämnda serbiska republiken Krajina. I samband med Erdutavtalet 1998 integrerades staden och området fredligt med övriga Kroatien.